# Czarna księga (publikacja)
Czarna księga – publikacja w formie książkowej, jeden z pierwszych dokumentów mówiących o zbrodniach nazizmu na Żydach w czasie II wojny światowej – Holocauście. Była jedną z najważniejszych publikacji radzieckiego Żydowskiego Komitetu Antyfaszystowskiego (JAK) – organizacji utworzonej przez Stalina w czasie II wojny światowej w ZSRR.

## Historia

### Początki Czarnej księgi
Pomysł gromadzenia i publikacji dokumentów dotyczących zagłady Żydów w okupowanych krajach Europy pochodził od Alberta Einsteina. Pod koniec 1942 roku zaproponował on wraz z Szalomem Aszem i Bencjonem Goldbergiem z Amerykańskiego Kongresu Żydowskich Pisarzy, Artystów i Naukowców (ACJWAS), by JAK zbierał materiały do „Czarnej księgi”. Latem 1943 członkowie JAK – Salomon Michoels i Icyk Fefer w czasie oficjalnej podróży po USA, po telefonicznym uzyskaniu aprobaty Moskwy, wyrazili zgodę na propozycję Einsteina. Uzgodniono, że oprócz JAK materiały będą zbierać również Światowy Kongres Żydów (WJC), Narodowa Rada Żydów Palestyny („Waad Leumi”) i ACJWAS.

### Prace
W ZSRR pierwszą oficjalną informację o pracach nad Czarna księgą, jej treścią i objętością przewidywaną na ok. 1000 stron podał radziecki „Ejnikajt” z 27 lipca 1943. Gazeta zwracała się ponadto do swoich czytelników z apelem o nadsyłanie materiałów i dokumentów. Czarna księga od początku była bardzo ambitnym przedsięwzięciem jak na warunki radzieckie: generalny sekretarz JAK Szachne Epsztajn ogłosił, że zostanie wydana nie tylko po rosyjsku, ale również w jidysz, po angielsku, hebrajsku, hiszpańsku i niemiecku. Liczne komitety Black Book, które powstały w wielu miastach Stanów Zjednoczonych, prowadziły intensywna zbiórkę pieniędzy. Prestiż przedsięwzięcia i prace nad nim wzrosły wiosną 1944, kiedy do rady konsultacyjnej udało się włączyć dwóch znanych literatów i publicystów ZSRR żydowskiego pochodzenia – I. Erenburga (przewodniczący Komisji Literackiej) i W. Grossmana. To właśnie oni są dziś uważani za autorów Czarnej księgi. Pomiędzy tymi dwoma wybitnymi osobistościami literackiego świata żydowskiego ówczesnego ZSRR niemal od początku dochodziło do sporów – Erenburg zgadzał się najwyżej na nieznaczne skróty w relacjach naocznych świadków, Grossman opowiadał się za dużo swobodniejszym traktowaniem dokumentów – chciał przemawiać w imieniu zamordowanych ludzi.
We wrześniu 1944 Erenburg bardziej szczegółowo zaprezentował założenia projektu:
„Do Księgi mają wejść relacje ocalałych Żydów, świadków potworności, niemieckie rozkazy, pamiętniki i wypowiedzi katów, zapiski i dzienniki Żydów, którym udało się ukryć. Nie akty oskarżenia, nie protokoły, lecz żywe relacje mające plastycznie uwidocznić cały wymiar tragedii”.
Po długich dyskusjach w Wydziale Informacji Międzynarodowej partii zadecydowano o powstaniu dwóch redakcji, jedna miała przygotować wydanie przeznaczone dla zagranicy (głównie USA), a druga, pod przewodnictwem Erenburga, wydanie krajowe. Przez cały czas JAK utrzymywał bezpośrednie kontakty z zagranicznymi partnerami projektu.
Z czasem prace zespołu redakcyjnego (Komisja Literacka) pod przewodnictwem I. Erenburga, spotykały się z coraz większą krytyką czynników oficjalnych; Komisji zarzucano zbyt duże uwypuklenie odpowiedzialności za zbrodnie na Żydach narodom ZSRR (Ukraińcom i Litwinom) i osłabienie głównego oskarżenia skierowanego przeciwko Niemcom oraz niedostateczne zaakcentowanie oporu Żydów. Kontrowersje te w marcu 1945 spowodowały rezygnację Erenburga z funkcji przewodniczącego komisji i utworzenie nowej pod przewodnictwem Grossmana.

### Czarna księga jako narzędzie
Czarna księga miała być w zamyśle władz ZSRR wykorzystana podczas procesu norymberskiego jako materiał dowodowy. Ocenzurowany i specjalnie przygotowany pod kątem oskarżenia rękopis przekazano żydowskim organizacjom proradzieckim w Bułgarii, Anglii, Francji, Włoszech, Meksyku, Austrii, Polsce, Rumunii, Czechosłowacji, na Węgrzech, w Palestynie i Stanach Zjednoczonych.
Jesienią 1946 prace nad wydaniem książki w ZSRR wstrzymano – Żdanow, główny ideolog partii rozpętał histeryczną kampanię przeciwko wszystkim szowinistycznym tendencjom w sztuce i literaturze, które według niego podkopywały dogmaty patriotyzmu radzieckiego. JAK podporządkowano KC i rozwiały się wszelkie nadzieje na druk Księgi. Głównym zarzutem władz było „zafałszowanie obrazu niemieckiego faszyzmu”: „Przez całą książkę przewija się idea, że Niemcy grabili i mordowali wyłącznie Żydów. Czytelnik podświadomie odnosi wrażenie, że Niemcy prowadzili wojnę z ZSRR tylko po to, aby zniszczyć Żydów. Powstaje obraz, jakoby Niemcy lepiej traktowali Rosjan, Ukraińców, Białorusinów, Litwinów, Łotyszy i inne narodowości”.
Pomimo tych zastrzeżeń w czerwcu 1947 rozpoczęto druk 50 tys. egzemplarzy. Pod koniec sierpnia, kiedy wydrukowano już trzy czwarte nakładu, centralny urząd cenzury wstrzymał druk. Pomimo próśb działaczy JAK o wznowienie druku, Wydział Propagandy KC zakomunikował, że książka zawiera bardzo poważne błędy polityczne i w żadnym razie nie może ujrzeć światła dziennego. Ostatecznie Stalin sam zakazał wydania Czarnej księgi, z uzasadnieniem, że Żydzi nie byli jedynymi, którzy cierpieli pod okupacją niemiecką i byłoby błędem, gdyby jakoś szczególnie podkreślać tylko ich los. Zwycięskiemu dyktatorowi poparcie społeczności żydowskiej, zarówno w ZSRR, jak i za granicą, nie było już do niczego potrzebne.

### Black Book– czarna księga w USA
W tym samym czasie w USA sprawa Czarnej księgi urosła do niewyobrażalnych rozmiarów. 27 grudnia 1944 odbyła się w Nowym Jorku na temat Czarnej księgi międzynarodowa konferencja, w której uczestniczyli przedstawiciele Maroka, Tunezji, Urugwaju, Kuby, Argentyny, Australii, Anglii i Francji, jak również liczni pisarze i przedstawiciele amerykańskich organizacji żydowskich (ACJWAS, WJC). Przewodniczący JCRWR L. Levine oznajmił, że jego organizacja w roku 1944 przekazała do ZSRR 2 mln dolarów. Również przedstawiciele komitetów Czarnej księgi w miastach amerykańskich poinformowali o wynikach zbiórek pieniędzy, które przyniosły tysiące dolarów. Honorowymi członkami krajowego komitetu Czarnej księgi zostali między innymi Albert Eistein, Thomas Mann i Eleanor Roosevelt. 27 marca 1945 w Madison Square Garden w Nowym Jorku odbył się wiec zwołany przez wszystkie cztery organizacje współtworzące projekt (JAK, WJC, ACJWAS oraz Waad Leumi). Hasła na wielkich plakatach głosiły: „Sprawiedliwość dla 6 milionów zamordowanych Żydów”, „Żydzi oskarżają”. Wrześniowe wydanie nowojorskiej „Ejnikajt” prawie wyłącznie poświęcono Czarnej księdze. Kilka całostronicowych artykułów informowało o projekcie, przedstawiano zespół redakcyjny i zamieszczono przedmowę Alberta Einsteina.
Wydanie amerykańskie miało się ukazać w porozumieniu i za zgodą JAK, który przecież nadesłał materiały. Maszynopis tego wydania wysłano do Moskwy, ale pomimo kilkakrotnych ponagleń tamtejszy zespół redakcyjny zareagował dopiero w styczniu 1946. Ponownie skrytykował przede wszystkim przedmowę Einsteina i odrzucał ją pomimo przeredagowania przez stronę amerykańską (ostatecznie przedmowa w ogóle została usunięta). 26 lipca 1946 roku w wielkiej sali Kongresu w Waszyngtonie podczas publicznej ceremonii wręczono senatorom i kongresmenom pierwsze egzemplarze Black Book. The Nazi Crime against the Jewish People.

## Czarna księga na świecie
W 1947 w Bukareszcie ukazała się Carte Negra – rumuńska wersja Czarnej księgi. Musiało minąć ponad 30 lat, aby instytut Jad Waszem w Jerozolimie wydał wreszcie rosyjską wersję dzieła (w 1980 roku), opartą na niekompletnych fragmentach maszynopisów. Ta sama wersja w jidysz, ukazała się w 1984 w Jerozolimie, a wersja w języku hebrajskim w 1991 w Tel Awiwie (również w 1991 wydano ją w Kijowie po rosyjsku).

## Pierwsze kompletne wydanie
W styczniu 1992 córka Ilji Erenburga – Irina otrzymała od jednego ze znajomych datowany na 14 czerwca 1947 egzemplarz korektorski zakazanej, przeznaczonej na przemiał i dotąd nieznanej książki. Podczas poszukiwania wydawcy w Niemczech i prac nad przetłumaczeniem tekstu, w jednym z archiwów KGB znaleziono oryginalny maszynopis w wersji sprzed ocenzurowania. W formie książkowej ukazał się on w 1993 w Wilnie. Pierwsze pełne, nieocenzurowane wydanie Czarnej księgi w języku zachodnim ukazało się Niemczech w 1994 roku w opracowaniu Arno Lustigera (Das Schwarzbuch. Der Genozid an den sowjetischen, Reinbek 1994). Zawierało ono po raz pierwszy przedmowę Einsteina do wersji amerykańskiej.

## Pierwsze wydanie polskie
W oparciu o wyżej wspomniane pełne wydanie wileńskie po rosyjsku, z inicjatywy i staraniem Tamary Monko-Ejgenberg, w opracowaniu merytorycznym Joanny Nalewajko-Kulikov, 15 czerwca 2020 nakładem Żydowskiego Instytutu Historycznego ukazało się wydanie polskie.

## O książce
Niektórzy recenzenci nazwali tę książkę „czarną księgą stulecia”. Mimo ogromnej liczby prac na temat Szoa do dziś wiadomo stosunkowo niewiele o mordach dokonanych na Żydach radzieckich oraz ich oporze, przy czym wiedza ta w większości przypadków wywodzi się z akt oprawców zbrodni. Czarna księga należy z tych względów do najważniejszych oryginalnych źródeł na ten temat.

## Nieznana Czarna księga
W dostępnym od kilku lat archiwum Żydowskiego Komitetu Antyfaszystowskiego znaleziono materiały, których nie opublikowano w czarnej księdze nie tylko z braku miejsca. Obejmowały one ponad 6 tys. stron. W 1993 wybrano z nich 93 relacje, które ukazały się drukiem w liczącej 463 strony książce Nieznana czarna księga (Arad, Pawłowa, Altman i in., Nieizwiestnaja Cziornaja Kniga, Moskwa-Jerozolima 1994.). Teksty te zostały przedtem zignorowane również dlatego, że mówiły o udziale miejscowej ludności w mordowaniu Żydów. We wstępie czytamy między innymi: W relacjach tych często ocierają się o siebie zdrada i bohaterstwo, rozpacz i nadzieja, nikczemność i ofiarność.

## Autorzy i redaktorzy Czarnej księgi
Przewodniczący kolegium redakcyjnego: Ilja Erenburg i Wasilij Grossman.
- Aliger Margarita,
- Altszuler Mosze,
- Antokolski Paweł,
- Apresjan Wagram,
- Bazarow L.,
- Czorny Osip
- Derman Abraham,
- Efros Abraham,
- Epsztajn Szachne,
- Fefer Icyk,
- Freierman Ruwim,
- Gierasimowa Walerija,
- Golberg Lejb,
- Hechtman Jefim,
- Iljenko Wasilij,
- Inber Wiera,
- Iwanow Wsiewołod,
- Jelin Meir,
- Josade Jakow,
- Kawierin Wieniamin,
- Kownator Rachel,
- Kwitko Lejb,
- Lidin Władimir,
- Mark Bernard,
- Michoels Salomon,
- Munblit Georgij,
- Oszerowicz Hirsz,
- Ozierow Lew,
- Sawisz Owadi,
- Szambadał Michaił,
- Szkapskaja Marja,
- Szkłowski Wiktor,
- Sejfulina Lidia,
- Smolar Hersz,
- Strongin Lejb,
- Suckewer Abraham,
- Trajnin Ilja.

## Zobacz także
- Czarna księga komunizmu